# Abstract Factory パターン
Abstract Factory パターン（アブストラクト・ファクトリ・パターン）とは、GoF（Gang of Four; 4人のギャングたち）によって定義されたデザインパターンの1つである。
関連するインスタンス群を生成するための API を集約することによって、利用側がインスタンス群をまとめて変えられるようにし、さらに組み合わせ方を間違えないようにする。日本語では「抽象的な工場」と翻訳される事が多い。
Kit パターンとも呼ばれる。

## クラス図
Abstract Factory パターンのクラス図を以下に挙げる。

## 応用例
DOM は Abstract Factory パターンを応用した API の一つである。参考までに、クラス図との対応関係を示す。
AbstractFactoryorg.w3c.dom.Document
AbstractFactory#createProduct()org.w3c.dom.Document#createElement(String), org.w3c.dom.Document#createTextNode(String) など
Productorg.w3c.dom.Element, org.w3c.dom.Text など

## 関連するパターン
生成するProductを変更する手法としては、AbstractFactoryクラスがfactory method（Factory Method パターンを参照）を持ち、それを個々のConcreteFactoryが上書きする手法が一般的である。しかし、Prototype パターンを使い、prototypeとなるオブジェクトの変更により生成するProductを変える手法もある。
ConcreteFactoryは、singletonオブジェクト（Singleton パターンを参照）であることもある。

## Factory Method パターンとの違い
『オブジェクト指向における再利用のためのデザインパターン』においてはFactory Method パターンは「クラスパターン」に分類されている。一方Abstract Factory パターンは「オブジェクトパターン」に分類されている。
Factory Method パターンは親クラスであるCreatorクラスが子クラスであるConcreteCreatorクラスにオブジェクトの生成を委ねるという、CreatorクラスとConcreteCreatorクラスとの関連である。一方でAbstract Factory パターンは、ClientのインスタンスがConcreteFactoryのインスタンスにオブジェクトの生成を委ねるという、オブジェクト同士の関連である。